# Arnaud Destatte

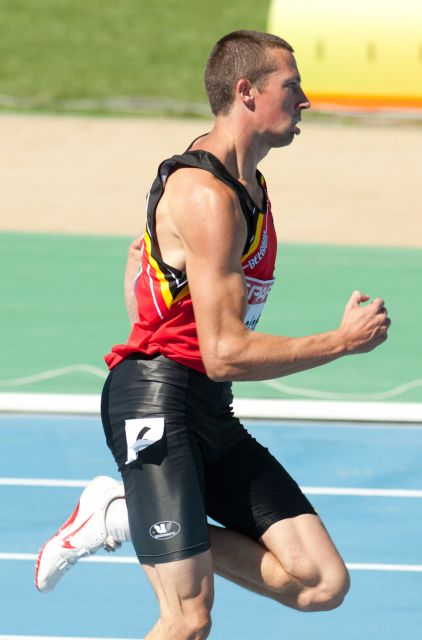
Arnaud Destatte (2010)

Arnaud Destatte (* 26. Juli 1988 in Uccle) ist ein belgischer Sprinter, der sich auf den 400-Meter-Lauf spezialisiert hat.
2010 gewann Destatte die belgische Meisterschaft im 400-Meter-Lauf in persönlicher Bestleistung von 46,28 s. Daraufhin wurde er für die Leichtathletik-Europameisterschaften 2010 in Barcelona nominiert. Über 400 Meter erreichte er dort die Halbfinalrunde, schied jedoch als Siebter seines Laufs aus. Nur vier Tage später feierte er an selber Stelle als Startläufer der belgischen 4-mal-400-Meter-Staffel seinen bislang größten internationalen Erfolg. Gemeinsam mit Kevin Borlée, Cédric Van Branteghem, Jonathan Borlée gewann er die Bronzemedaille.
Arnaud Destatte ist 1,83 m groß und hat ein Wettkampfgewicht von 67 kg. Er startet für Brussels Athletics Excelsior und wird von Jacques Borlée trainiert.

## Bestleistungen
- 100 m: 10,87 s, 9. August 2008, Ninove
- 200 m: 21,48 s, 10. Juli 2010, Heusden-Zolder
- 400 m: 46,28 s, 18. Juli 2010, Brüssel